# Стоманолеярен завод (Раковски)
„Стоманолеярният завод в град Раковски“ е едно от най-големите металургична предприятия в Пловдивско през 1980-те години.

## История
На 19 август 1979 г. започва стоежът на Стоманолеярен завод в покрайнините на село Шишманци в Община Раковски като национален строителен обект с руско и западногерманско оборудване. На 14 юни 1982 г. в чест на 100-годишнината от рождението на Георги Димитров е завършен и пуснат в действие. Направената първа отливка в завода е монтирана на площад „Девети септември“ в град Раковски. Предприятието започва стопанска дейност през 1983 г. и е на подчинение на СО "Металолеене" - София, а по-късно на СО "Металхим" -Сопот.
Още през 1979 г. в СПТУ „Петър Парчевич“ в Раковски се открива специалност за нуждите на завода – „Оператор термична обработка на металите“. Над 80 леяри са изпратени на обучение в Чехословакия. Заводът става причина бивши жители на село Шишманци да се завърнат да живеят в селото, където започва и строителство на жилищни блокове и общежитие за работници. До промените след 1989 г. в завода работят около 140 инженери и специалисти, а общият брой на заетите в производството достига малко под 5 хил. души (до 2300 души на смяна).
Основните мощности на завода включват осем електродъгови пещи и две поточни линии. Към тях като спомагателни са изградени парна електроцентрала с шест котела, ремонтно-механични цехове, дърводелен цех, цех за боядисване, кислородна станция, нафтови и газово стопанства, газоочистка, заводски автотранспорт, пожарна и здравна служба. Освен пещите и поточните линии, основният корпус включва помощни съоръжения, складове и противобомбено убежище за цяла смяна на завода. Заводът е бил свързан с жп линия до гара Белозем.
Заводът снабдява със стоманени и мангановосплавни отливки редица военно-стратегически направления на българската индустрия през втората половина на 1980-те години. От специализираната продукция заводът произвежда вериги с гумено-метални шарнири, метални корпуси за различни видове бомби и др. От гражданската продукция - различни детайли за автомобилните и тракторните заводи (например, предни главини за Шкода-Мадара).
Производството на завода е базирано изцяло на отпадъчна суровина и на внесена от чужбина суровина, което прави продукцията му неконкурентноспособна след преминаване на българската индустрия към пазарна икономика, загубата на военни пазари и разпадането на СИВ. 
През 1989 г. на мястото на Стоманолеярен завод – Раковски е образувана фирма с държавно участие „Стоманолеене“ – Раковски с предмет на дейност отливки от въглеродни и манганови стомани. През 1993 г. фирмата е преобразувана на „Стоманолеене“ Еднолично акционерно дружество (ЕАД) – Раковски. През 1996 г. е обявена в несъстоятелност. През 1998 г. прекратява дейността си и се влива в Еднолично акционерно дружество (ЕАД) Технологичен център "ЦНИКА" - София.
Десет години по-късно върху част от територията на завода са построени Сметопреработвателен завод и Фотоволтаична централа с инсталирана мощност от 3 МВт.

### Наименования
- Стоманолеярен завод – Раковски (1983–1989)
- Държавна фирма (ДФ) „Стоманолеене“ – Раковски (1989–1993)
- „Стоманолеене“ Еднолично акционерно дружество (ЕАД) – Раковски (1993–1998)